# Споменик природе Рибарско острво
Споменик природе Рибарско острво представља заштићено природно добро које се налази на левој обали Дунава, на територији општине Нови Сад, у Јужнобачком округу.

## Положаj
Острво представља крајњи, 1,4 километара дуг, источни део Каменичког острва од кога је одвојено рукавцем Шодрош широким 200 метара. Овај рукавац скреће на задап пружајући се у правцу насипа. Каменичко острво данас не представља право острво у географском смислу и то због постепеног сужавања западног (узводног) дела рукавца, што је последица процеса речне акумулације. Оба острва су везана за насип својим западним странама.

## Геоморфологија
Рибарско острво се налази у поплавном подручју Дунава, јужно од насипа, у небрањеном делу на равном терену. Коте терена крећу се у распону од 77, 50 до 79 метара надморске висине, за разлику од ширег приобаља, тј. Каменичког острва, чије су коте ниже.
Доминантну морфолошку улогу у обликовању рељефа на простору Каменичког и Рибарског острва имао је флувијални и барски процес. Облици флувијалног рељефа, у овом случају алувијална раван, речна тераса и речно острво, формирани су дејством Дунава. Алувијалне равни представљају најниже делове војвођанске равнице. Око Дунава се простиру у ширину од 5 до 15 километара. Састављене су у највећој мери од песковитих и муљевито-песковитих седимената. Алувијална раван Дунава се простире углавном на левој страни речног тока. Најзначајнији облици флувијалног рељефа су речне терасе.
Нижа (алувијална) речна тераса констатована је са леве стране Дунава, између Бачке Паланке и Новог Сада. На алувијалним равнима и речним терасама запажају се терасе пешчаних спрудова које су настале померањем речног тока. Данашње Каменичко и Рибарско острво формирао је Дунав. Алувијална тераса има највећу ширину од око 5 километара, на западној страни града, на прелазу у рукавац Дунава звани Шодрош.
Речна острва формирали су углавном већи војвођански речни токови, међу којима су Дунав, Сава и Тиса. Од облика флувио-барског рељефа на ширем подручју присутне су баре и мочваре. Значајне морфолошке промене су настале као последица дејства антропогеног фактора. Као најкарактеристичнији облици антропогеног рељефа истичу се: урбане средине, депоније, канали и водоодбрамбени насипи. Највећи утицај ових облика рељефа остварен је у односу на баре и мочваре.

## Геологија
Рибарско острво и његова околина изграшена је од творевина квартарне старости. Седименти квартара имају искључиво површинско распрострањење. Дебљина седимената је око 15—20 центиметара, а представљени су седиментима холоцена који припадају алувијалној равни Дунава. Међу седиментима који изграђују широку алувијалну раван Дунава издвојени су фације корита и поводња и старача.
Фација корита представљена је средње до крупнозрним шљунковима и сивим средњозрним песковима који изграђују доње делове профила алувијалне равни. Насупрот њих поводањске фације су од жућкастих лискуновитих алевритичних пескова и песковитих алевролита који леже преко шљункова и пескова у оквиру најмлађих делова рецентних речних профила.
Фација старача стварана је у рукавцима и напуштеним меандрима Дунава. Изграђује најмлађи део алувијалне равни и у литолошком погледу изграђена је од органогено-барских пескова, разних алеврита и глине алевритичних варијетета. За седименте је карактеристична ситносочиваста и хоризонтална стратификација.
Непосредно испод кварталних творевина леже стене различитог састава и старости представљене: палеозојским шкриљцима и гранитима, мезозојским кречњацима и пешчарима са андезитско-трахитским пирокластитима и неогеним седиментима који садрже појаве угља и појаве гасовитих угљоводоника. Основни подаци о подлози квартарних седимената потичу из дубинских бушотина, геофизичких истраживања и корелације са геологијом обода Панонског мора и хорста Фрушке горе.

## Вредновање
Споменик природе Рибарско острво представља остатак ритских шума које су некада захватале много шире пространство у Подунављу. Стабла аутохтоних врста, пре свега беле тополе (лат. Populus alba), доброг су здравствених стања и одликују се изузетном декоративношћу. Изворност вегетације представља темељне вредности за заштиту овог природног добра.
Локација на обали Дунава, као и остаци шума, представљају један од суштинских развојних потенцијала простора у складу са његовом основном наменом за миран одмор и спортске активности. Амбијенталној атрактивности овог дела предела приобаља, поред постојеће вегетације, доприноси окруженост Дунавом са јужне и источне, а Дунавцем са северне стране.
Споменик природе Рибарско острво представља само део просторне целине Рибарског острва обрастао високом вегетацијом, који је због своје пејзажне атрактивности, аутохтоности, присуства вредних примерака и еколошке и здравствене функције издвојен у циљу очувања.